# Smerinthulus olivacea
Smerinthulus olivacea är en fjärilsart som beskrevs av Rothschild 1894. Smerinthulus olivacea ingår i släktet Smerinthulus och familjen svärmare. Inga underarter finns listade i Catalogue of Life.

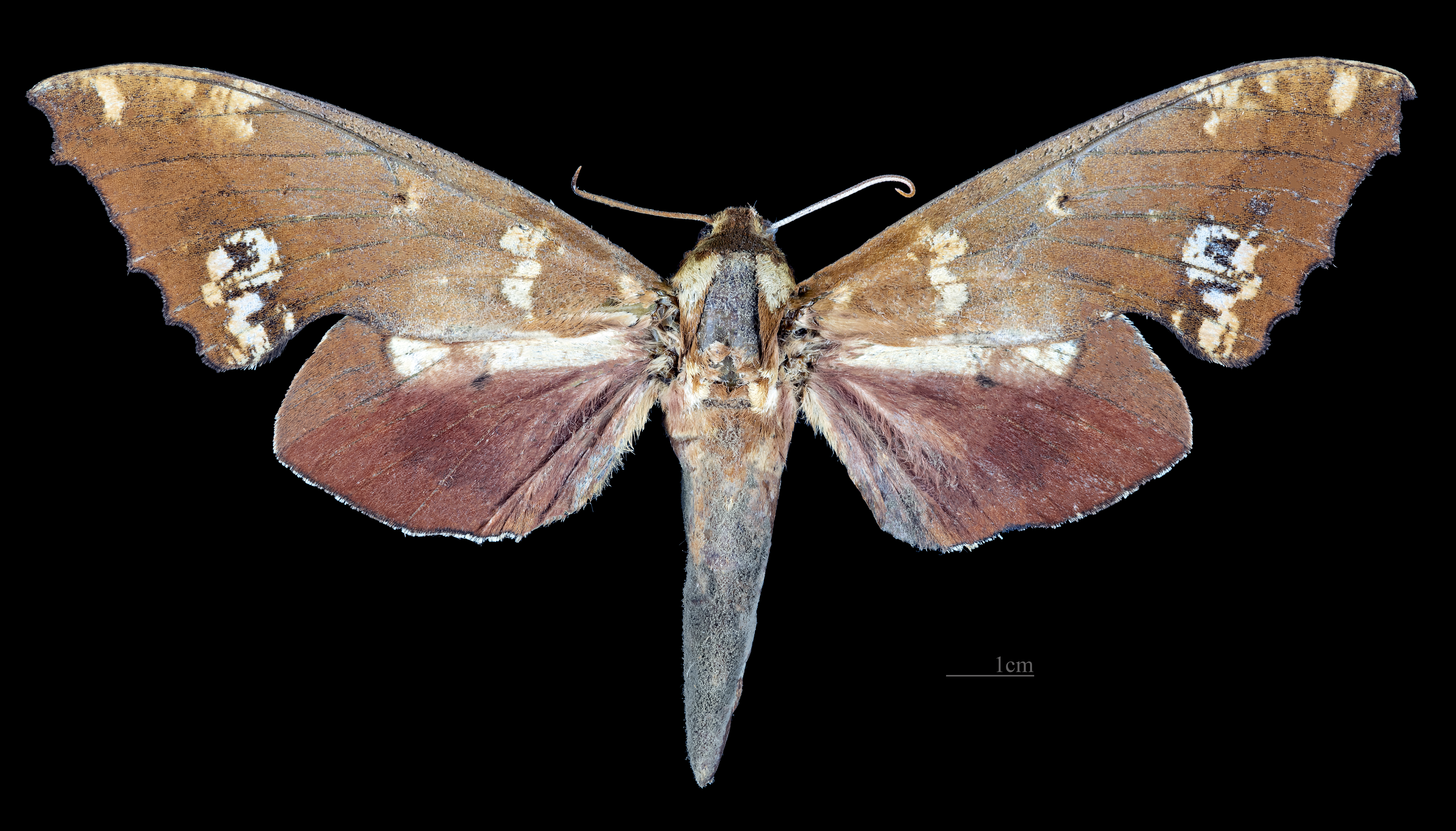
Smerinthulus olivacea  ♀
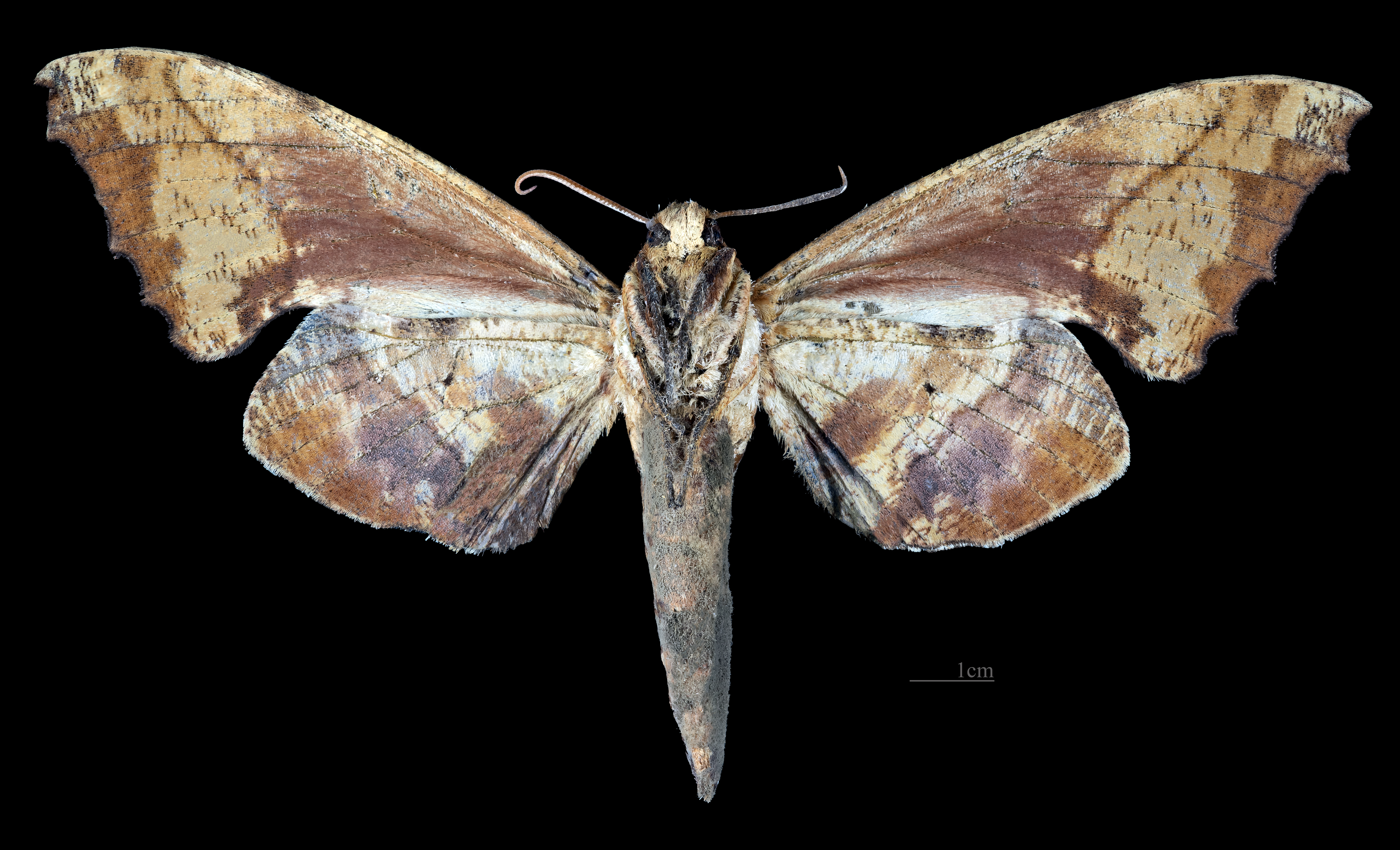
Smerinthulus olivacea ♀ △